# イゴル・ミラディノヴィッチ
イゴル・ミラディノヴィッチ（セルビア語: Игор Миладиновић, ラテン文字転写: Igor Miladinović、2003年6月8日 - ）は、セルビアのサッカー選手。ポジションはミッドフィールダー。

## 経歴
2024年8月9日、ASサンテティエンヌと4年契約を締結した。